# Rafael Ferrer
Rafael Ferrer (Los Angeles, 23 marzo 1960) è un attore statunitense di origini portoricane.

## Biografia
È figlio di José Ferrer e di Rosemary Clooney, ed è il fratello di Miguel e Gabriel, nonché cugino di George Clooney.
Ferrer è conosciuto particolarmente per il lavoro svolto come doppiatore nel videogioco Star Wars: Knights of the Old Republic, dove ha doppiato il personaggio conosciuto come Darth Malak.

## Filmografia
- Star Wars: Knights of the Old Republic II: The Sith Lords (2004) (VG) (voce) .... Darth Malak
- Wrath Unleashed (2004) (VG) (voce)
- Star Wars: Knights of the Old Republic (2003) (voce) .... Darth Malak
- Law & Order: Special Victims Unit  - Countdown episodio TV (2001) .... Det. Trainor
- Law & Order - Life Choice episodio TV (1991) .... Clerk
- Miami Vice - To Have and to Hold episodio TV (1989) .... Carlos Jr.
- Girls Nite Out (1984) .... Pledge Two